# Shogo Matsuo
Shogo Matsuo (松尾 昇悟 Matsuo Shogo?, nacido el 28 de julio de 1987 en Kumamoto) es un exfutbolista japonés. Jugaba de delantero y su último club fue el FC Ryukyu de Japón.

## Trayectoria

### Clubes
| Club               | País  | Año         |
| ------------------ | ----- | ----------- |
| Arte Takasaki      | Japón | 2010 - 2011 |
| AC Nagano Parceiro | Japón | 2012 - 2014 |
| FC Ryukyu          | Japón | 2015        |

## Estadística de carrera

### J. League
| Club               | Año   | J. League | J. League | Copa J. League | Copa J. League | Total | Total |
| Club               | Año   | Part.     | Goles     | Part.          | Goles          | Part. | Goles |
| ------------------ | ----- | --------- | --------- | -------------- | -------------- | ----- | ----- |
| AC Nagano Parceiro | 2014  | 14        | 0         | -              | -              | 14    | 0     |
| FC Ryukyu          | 2015  | 33        | 3         | -              | -              | 33    | 3     |
| Total              | Total | 47        | 3         | 0              | 0              | 47    | 3     |